# Limuru Boys' Centre
|  | Denne artikel er oprettet af botten PalnaBot ud fra en ekstern database. Den kan derfor have sproglige fejl eller mangler. Denne skabelon kan fjernes efter kontrol af indholdet. |

Limuru Boys' Centre er en film med ukendt instruktør.

## Handling
Livet på en landbrugsskole i Kenya